# Renato Restelli
Renato Restelli (* 16. Juli 1949 in Mailand) ist ein italienischer Künstler des italienischen Impressionismus, Maler, Bildhauer, Historiker und Schriftsteller.

## Leben und Werk
Restelli studierte Kunst in Mailand. Sein Werk ist inspiriert von der Natur des Trentino-Südtirol, einer autonomen Region im Norden Italiens.

## Werke in Museen
- Museum für moderne Kunst Mario Rimoldi[1][2][3]
- Museum für moderne Kunst von Anticoli Corrado – Rom[4]
- Stazione dell'arte, Ulassai – Ogliastra – Sardinien